# 福建土楼
福建土楼（ふっけんどろう、拼音: fújiàn tǔlóu フージェントゥーロウ）とは、中国福建省南西部の山岳地域にある、客家その他の人々による独特の版築建築物。客家土楼（はっかどろう）ともいう。米、茶またはタバコの畑に囲まれた場所に立地し、13世紀から20世紀にかけて建てられたものがほとんどである。土楼は通常、外部立ち入り禁止の大きな建物で、長方形か円形をしており、厚い土壁（180センチ以上）と木の骨格から成り、高さは3階か5階、80家族以上が生活している。この土でできた建物は通常1つの入口しか持たず、その入口も、鉄板で頑丈に補強された厚さ10センチから13センチの板戸で守られている。建物の最上階には、盗賊を防御するため、狭間が空けてある。
福建土楼は、初渓（Chuxi）土楼群、田螺坑（Tianluokeng）土楼群、河坑（Hekeng）土楼群、高北（Gaobei）土楼群、華安県の大地（Dadi）土楼群、洪坑（Hongkeng）土楼群、衍香（Yanxiang）楼、懐遠（Huaiyuan）楼、振福（Zhenfu）楼、和貴（Hegui）楼など、46を数える。これらは2008年、福建の土楼として、ユネスコの世界遺産に登録された。「生活と防衛を集団で行う組織の、特徴的な伝統的建築と機能の例として、またその環境と調和したあり方に関して」優れた点が認められた。
福建の土楼は中国の5A級観光地（2011年認定）で、福建省の南東部に存在し、ほとんどは竜岩市の永定区と漳州市の南靖県の山岳地帯にある。

## 呼称

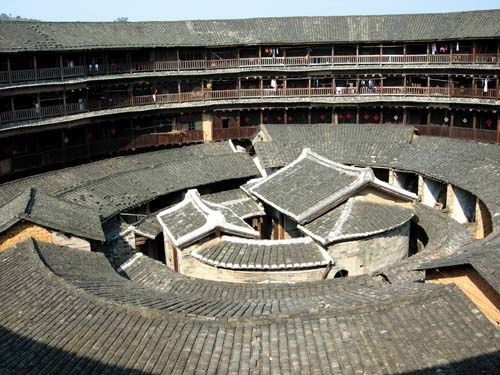
承啓楼

1980年代、福建土楼は「客家土楼」「土の家」「丸い強い家」、あるいは単に「土楼」等、様々に呼びならわされていた。1990年代からは、中国の建築学者では「福建土楼」の語が定着した。すべての居住者が客家民族というわけではなく、南福建の人々がたくさん土楼に住んでいる。社団法人日本ユネスコ協会連盟では、福建の土楼の語を公式名称としている。
客家土楼は、福建土楼の一部に属する。南福建の土楼のすべてが福建土楼に分類されるが、すべてが客家土楼に属するわけではない。
「福建土楼」は「土楼」と同義ではなく、「土楼」のうちの1種類を指す語である。福建省には20,000を超える土楼が存在し、そのうち福建の土楼として登録されたのは3,000にすぎない。
福建土楼は「福建省南東の山岳地帯にある複数階の大きな建築物で、大集団がそこで生活、防衛し、土壁と木の骨組みで創られている」と定義される。

## 著名な福建土楼

### 初渓土楼群
初渓土楼群 Chuxi は、永定区下洋鎮の初渓村にある。ユネスコ世界遺産 1113-001 に認定された。

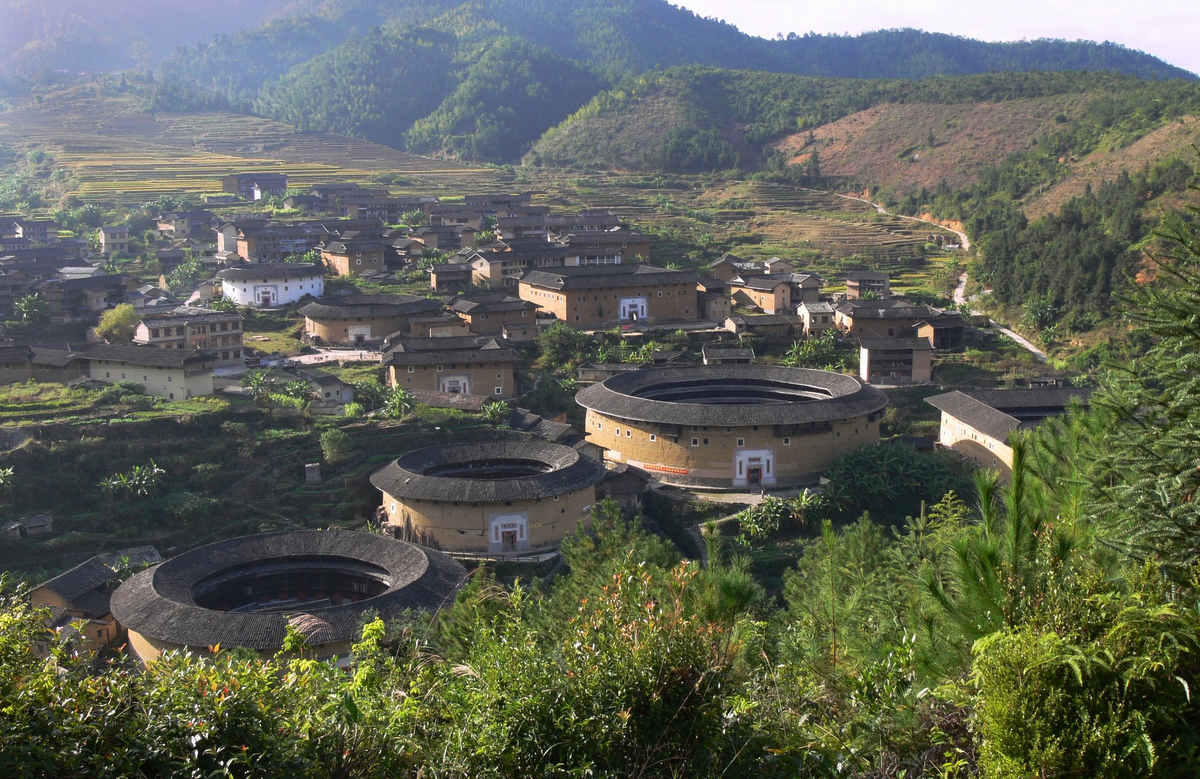
集慶楼 Jiqinglou は、この土楼群の中で最古最大の円形土楼で、1419年、明の永楽帝時期に建てられた。同心円状に2棟の円形土楼が建てられており、外側は4階建てで、それぞれの階に53部屋ずつが作られている。階段は72か所ある。内側は1階建てである。
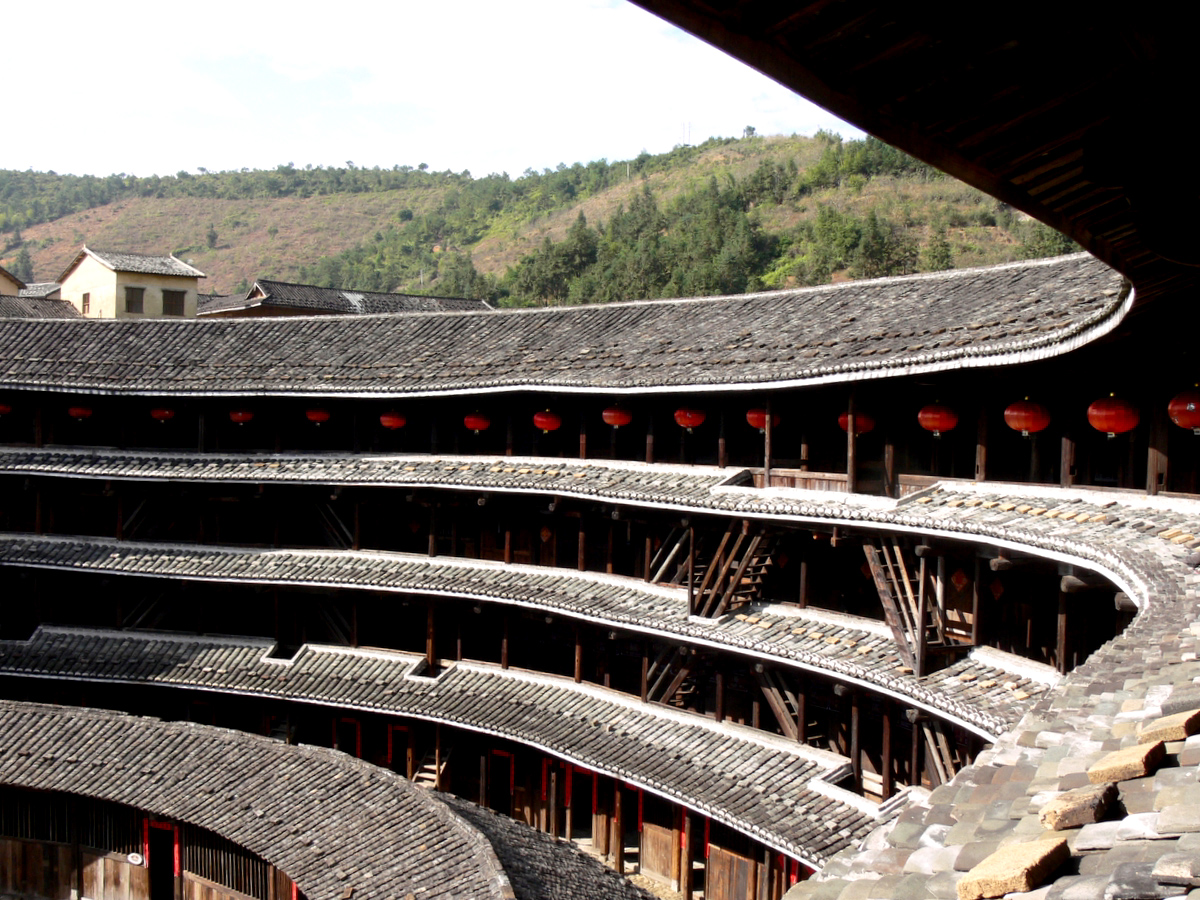
集慶楼

### 振成楼

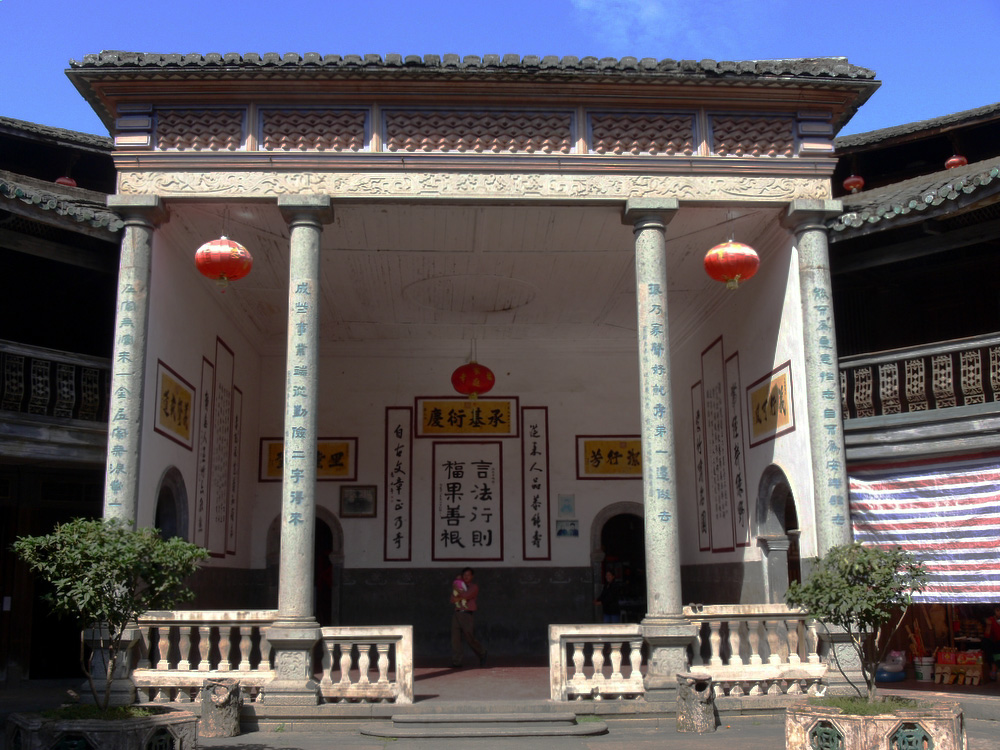
振成楼の祖廟

振成楼 Zhenchenglou は、永定区湖坑鎮の洪坑村に位置する洪坑土楼群に属し、「土楼王子」と呼ばれている。ユネスコ世界遺産 1113-002 に認定された。1912年、裕福なタバコ販売業者の子孫により建てられた。振成楼は同心二重円状の土楼で、外側は4階建て、全部で184部屋ある。内側は2階建て、32部屋である。外側の土楼は、中国風水の八卦に従って、4つに区分されている。
祖廟にみられるギリシア様式の円柱、2階通路にみられる錬鉄の手すりなど、西洋の影響が明らかである。

### 承啓楼

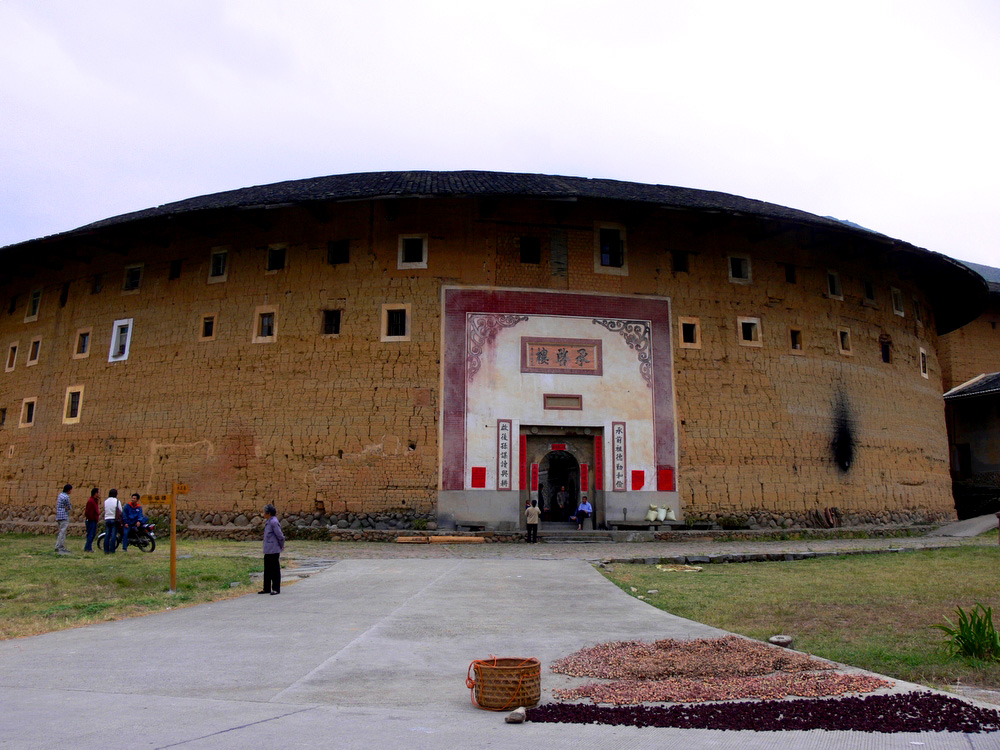
土楼の王・承啓楼
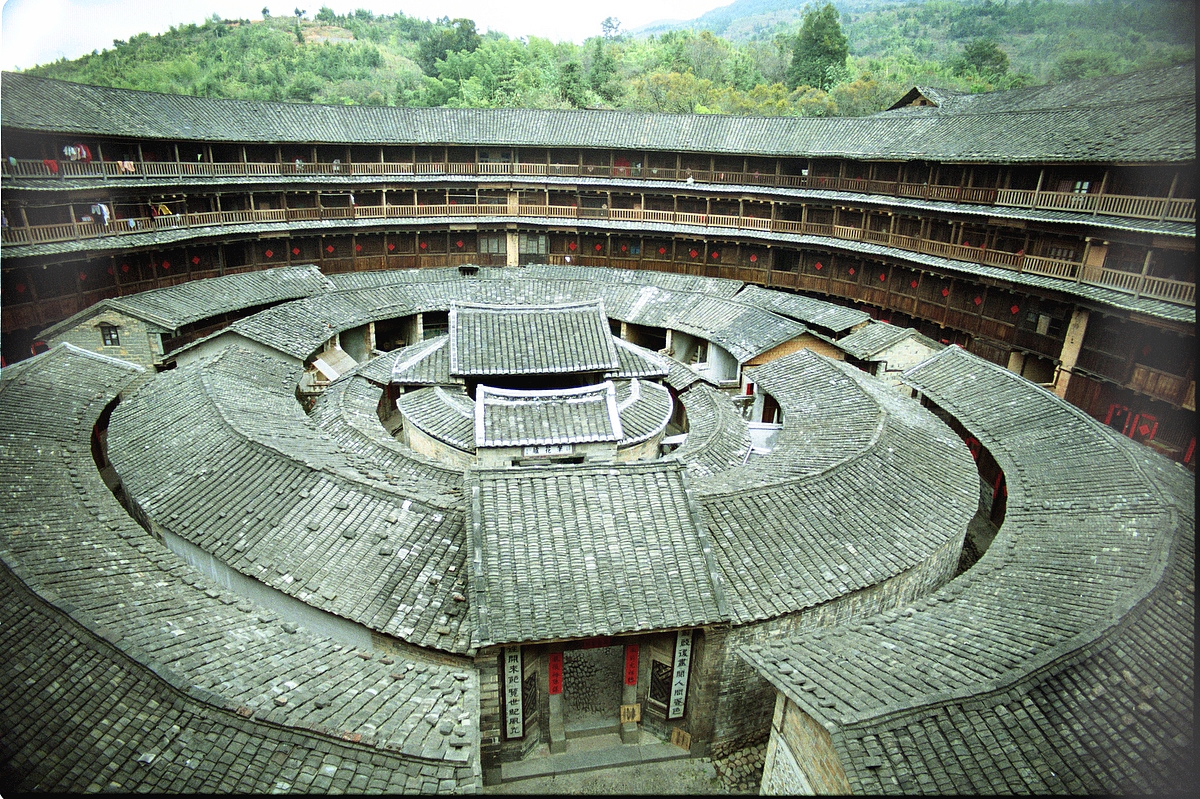
承啓楼の同心4円

承啓楼 Chengqilou は1709年の建築で、永定区高頭郷の高北村の高北土楼群に属し、「土楼の王」と呼ばれる。2008年、ユネスコ世界遺産 1113-003 に認定された。大きな円形土楼が4つ同心円状に並び、中央には祖廟が位置する。外側の土楼は、直径62.6メートル、各階72部屋の4階建てで計288部屋、2階から4階には円形通路、階段が4方位に4か所あって地面から最上階までをつないでいる。大きな屋根が外に広がって、中心の土楼を覆っている。1階には一族の台所、2階には穀物保管庫、3階と4階には居室と寝室がある。2つ目の円形土楼は、2階建てで各階40部屋の計80部屋。3つ目の土楼は共同図書館となっており、1階建て32部屋。4つ目の土楼は、祖廟を囲む屋根つきの円形通路である。祖廟は中央に位置する。承啓楼には、2つの大門と2つの小門がある。江（チャン）家15代めの57家族300余人が現在もここに住む。全盛期には、一族80家族以上が承啓楼に住んでいたこともある。
この土楼群には他に、同心三重円の深遠楼 Shenyuanlou （直径70メートル）、変則五角形の床面の五角楼 Wujiaolou、長方形の世沢楼 Shizelou がある。

### 田螺坑土楼群

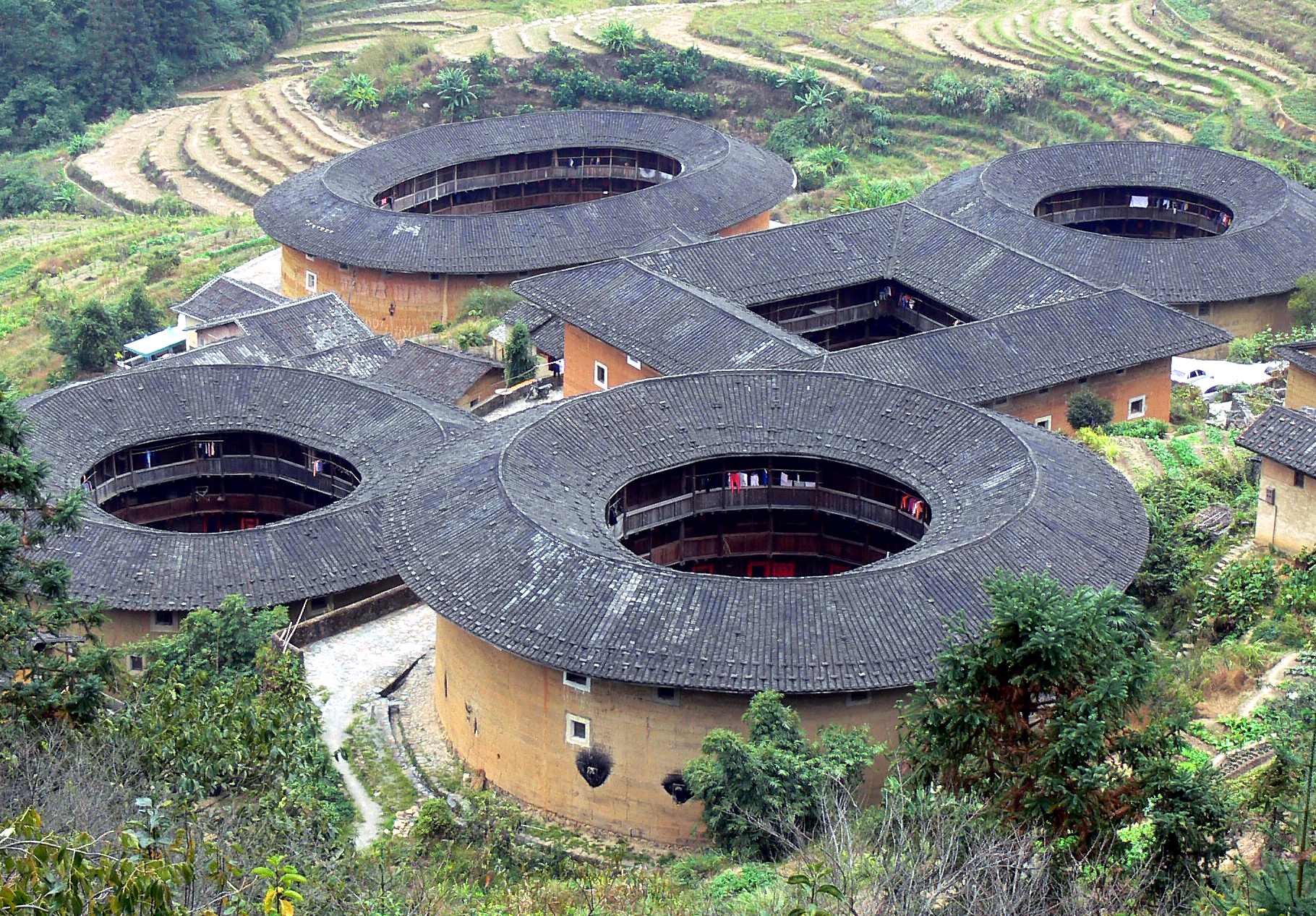
田螺坑土楼群
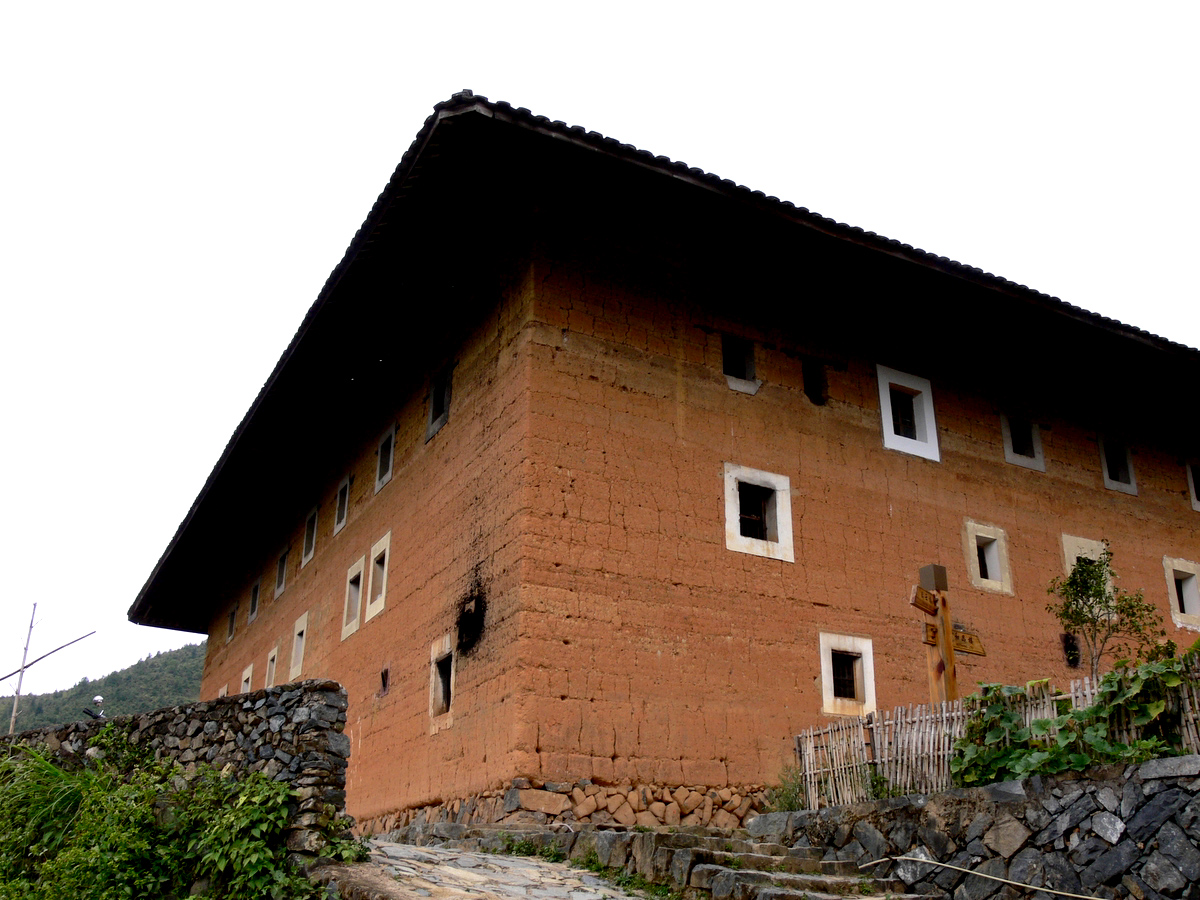
歩雲楼

田螺坑土楼群 Tianluokeng は、福建省漳州市南靖県書洋鎮の田螺坑村にある。中国南部に位置し、廈門市からバスまたはタクシーで、曲がりくねった細いでこぼこの山道を4時間走ることになる。田螺坑土楼群は5つの土楼から成り、中央に方形の歩雲楼 Buyunlou、その周囲に3つの丸い土楼と楕円形の土楼との「四菜一湯」で構成されている。

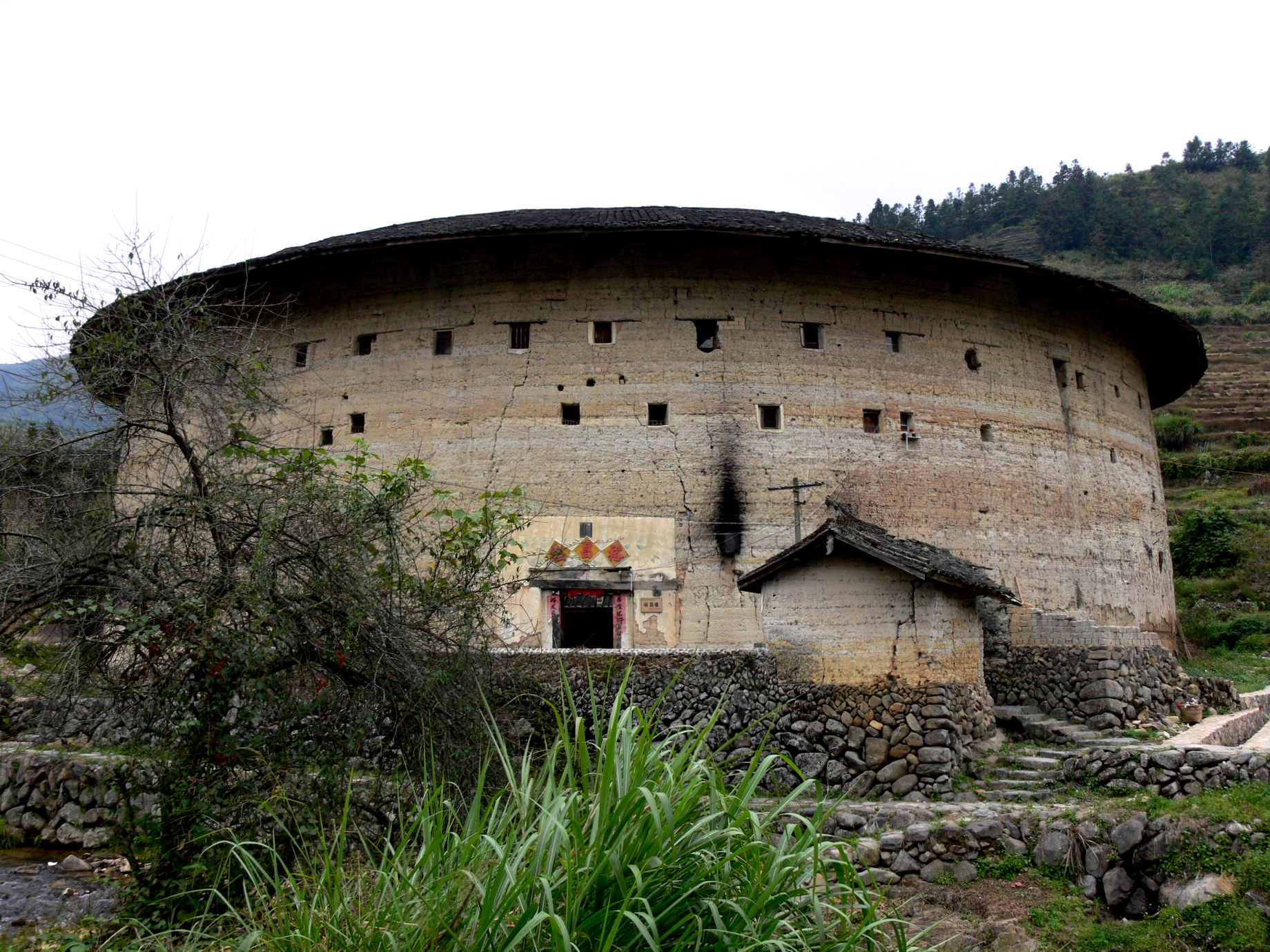
方形の歩雲楼は五点形の中央に位置する。1796年、最初に建てられた土楼である。3階建てで、各階に26部屋ある。階段が4か所、各階の部屋の前に環状通路がある。歩雲楼は1936年に盗賊によって火をつけられ全焼し、1953年に元通りに再建された。
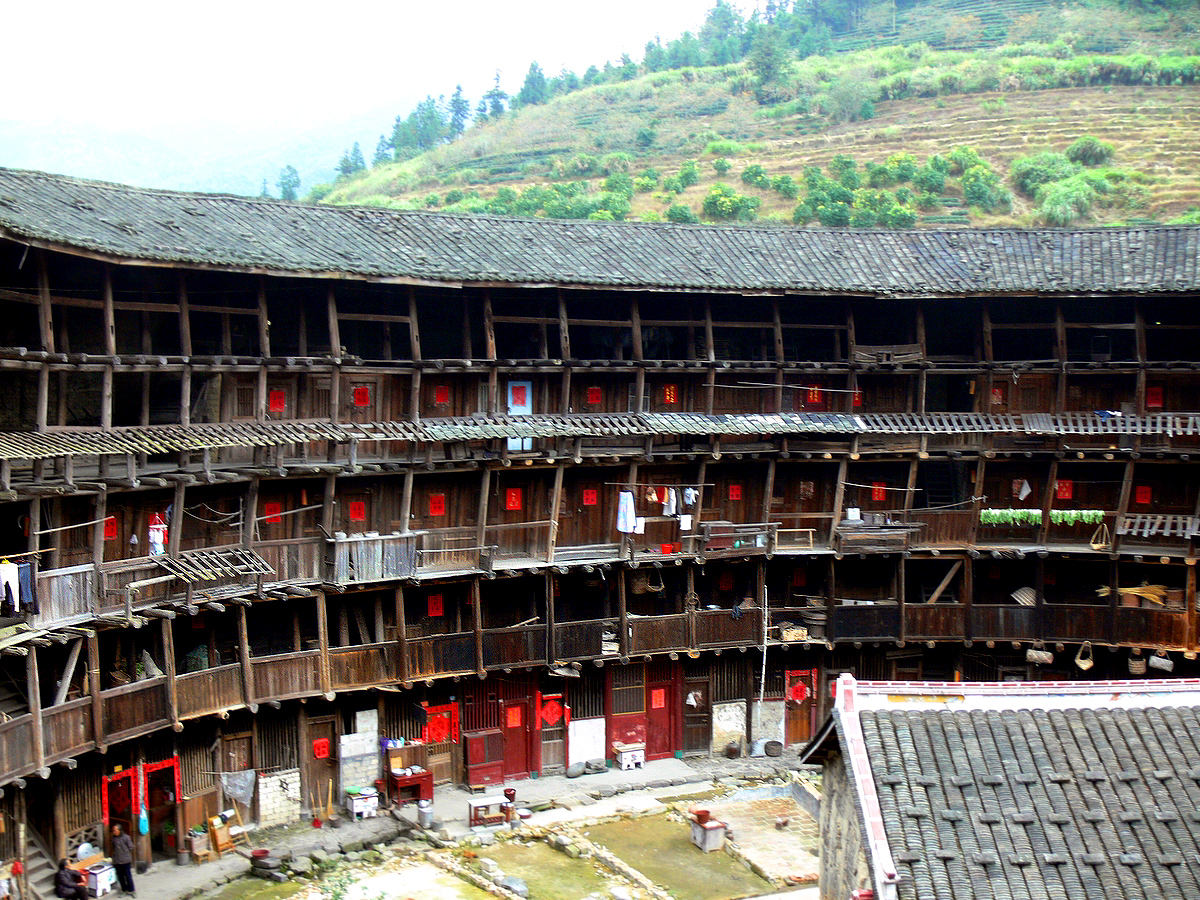
和昌楼 Hechanglou は3階建ての丸い土楼である。
- 振昌楼 Zhenchanglou は3階建ての円楼、各階に26部屋、1930年に建設。
- 瑞雲楼 Ruiyunlou は3階建て、各階に26部屋、1963年に建設。
- 文昌楼 Wenchanglou は3階建ての楕円楼、各階に32部屋、1966年に建設。

### 裕昌楼
裕昌楼 Yuchanglou は5階建ての土楼で、福建省漳州市南靖県書洋鎮の下板村にある。1308年元代に劉家一族によって建てられた。中国でも最も古く高い土楼の1つである。裕昌楼は「東倒西歪楼」とも呼ばれるが、これは縦材の支柱構造が水平垂直でなく、左右ジグザグになっているためである。建材の測量ミスが原因で、このように造られた。しかし、見た目の脆弱さにもかかわらず、この高い土楼は700年間も自然の作用や社会的混乱に耐えてきた。裕昌楼の外側の環状土楼は直径36メートル、5階建てを誇り、各階に50部屋を有する。
地階にある25の台所は、半円部分にあり、個々のかまど近くには井戸が掘られている。こういった水の供給に便がよい土楼は、福建全体でも唯一である。
内側の環状土楼は1階建てで、2003年までは祖廟を囲んでいた。この部分は700年間無傷のままだったが、2003年以降、解体された。

### 二宜楼

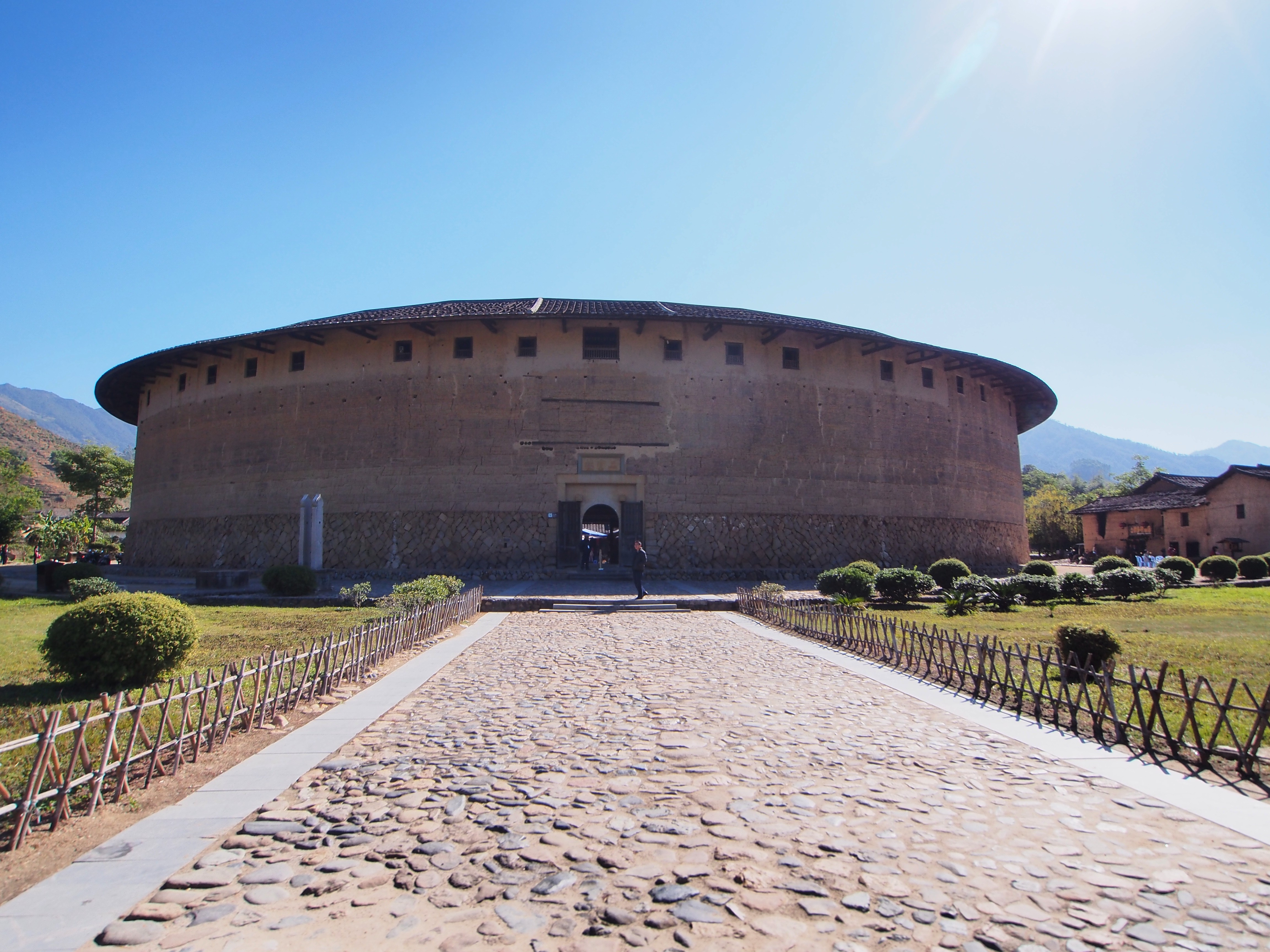
二宜楼
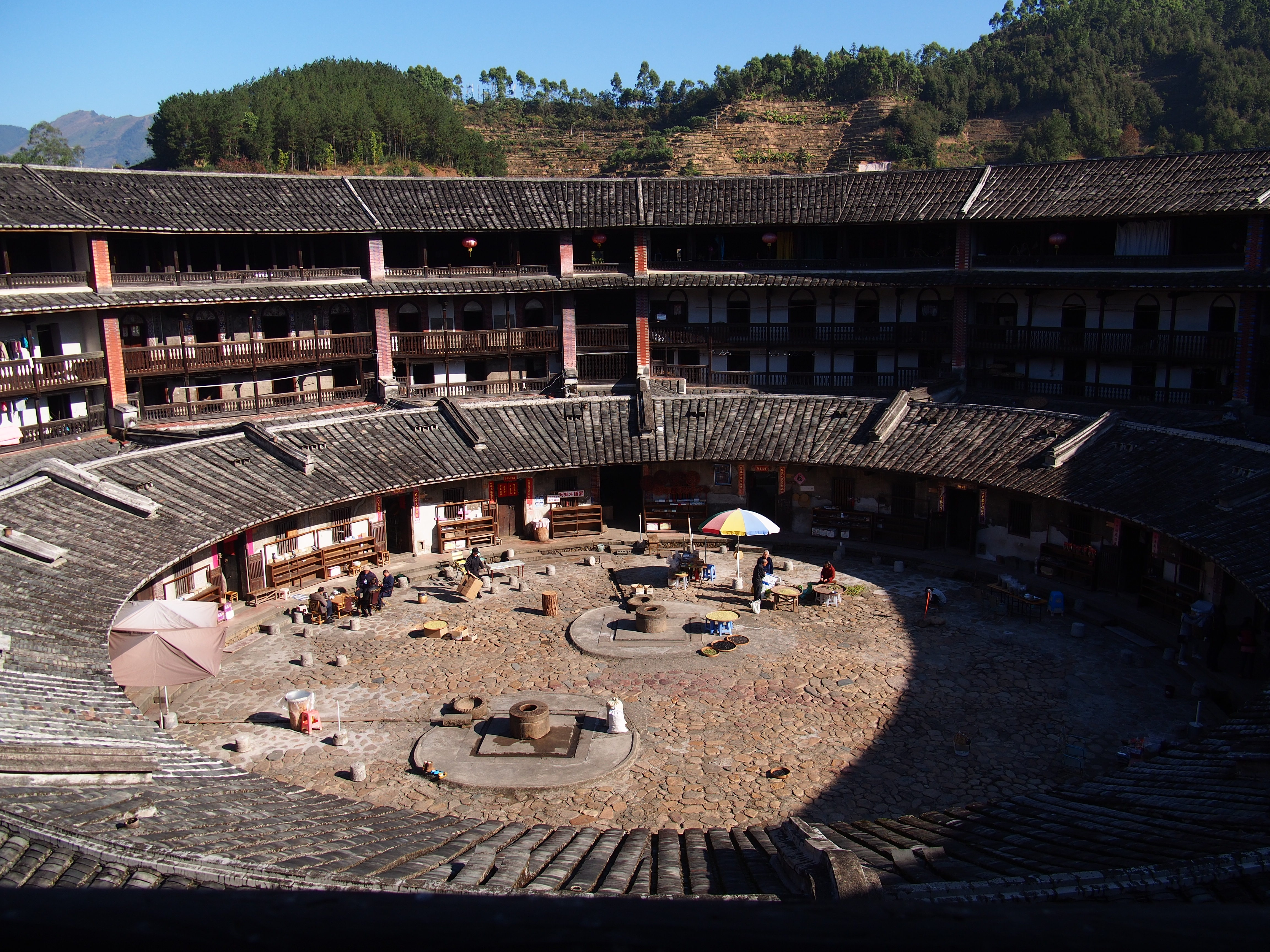
二宜楼内部の構造

大地土楼群の二宜楼 Eryilou は、漳州市華安県仙都鎮の大地村にある。1770年の建築で、外側の環状土楼は4階建て、内側は1階建てになっている。外側の土楼は直径71メートル、各階に48部屋を有する。
二宜楼は、それぞれの階の前に環状の通路が存在せず、代わりに後ろ側の壁に隣接した通路を有する。外側の土楼の部屋は、垂直に分割されて別々の世帯の家となっており、共同階段ではなく個々の区分の中に自分たち専用の階段を持っている。いくつかの区分は正面の部屋3つ分、残りは4つ分の広さを持つ。内側の土楼の区分は、控えの間としての屋根つきベランダを通して外側の土楼の区分とつながっている。

## 建築

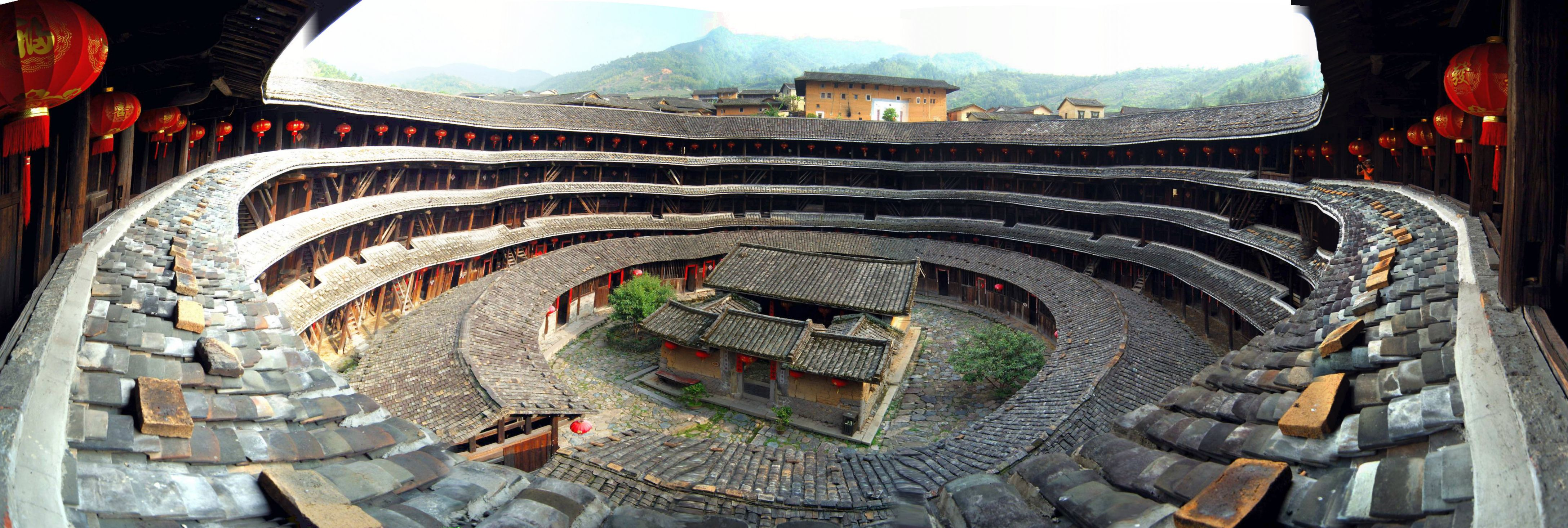
集慶楼の内部

福建土楼は、中国の伝統的住居の「外に閉じ内に開く」概念に従って設計されている。つまり一般的に、中央に中庭を置き、居室の壁を周囲に巡らす。中央の前開きの小さな土楼は祖廟として、祖先崇拝、祭祀、会議、結婚式、葬式など公式の機能を果たす。地階の平面図には、円、半円、楕円、正方形、長方形、不規則な五角形がある。
| - 円形土楼 - 方形土楼 - 楕円形土楼 - 五鳳楼 |

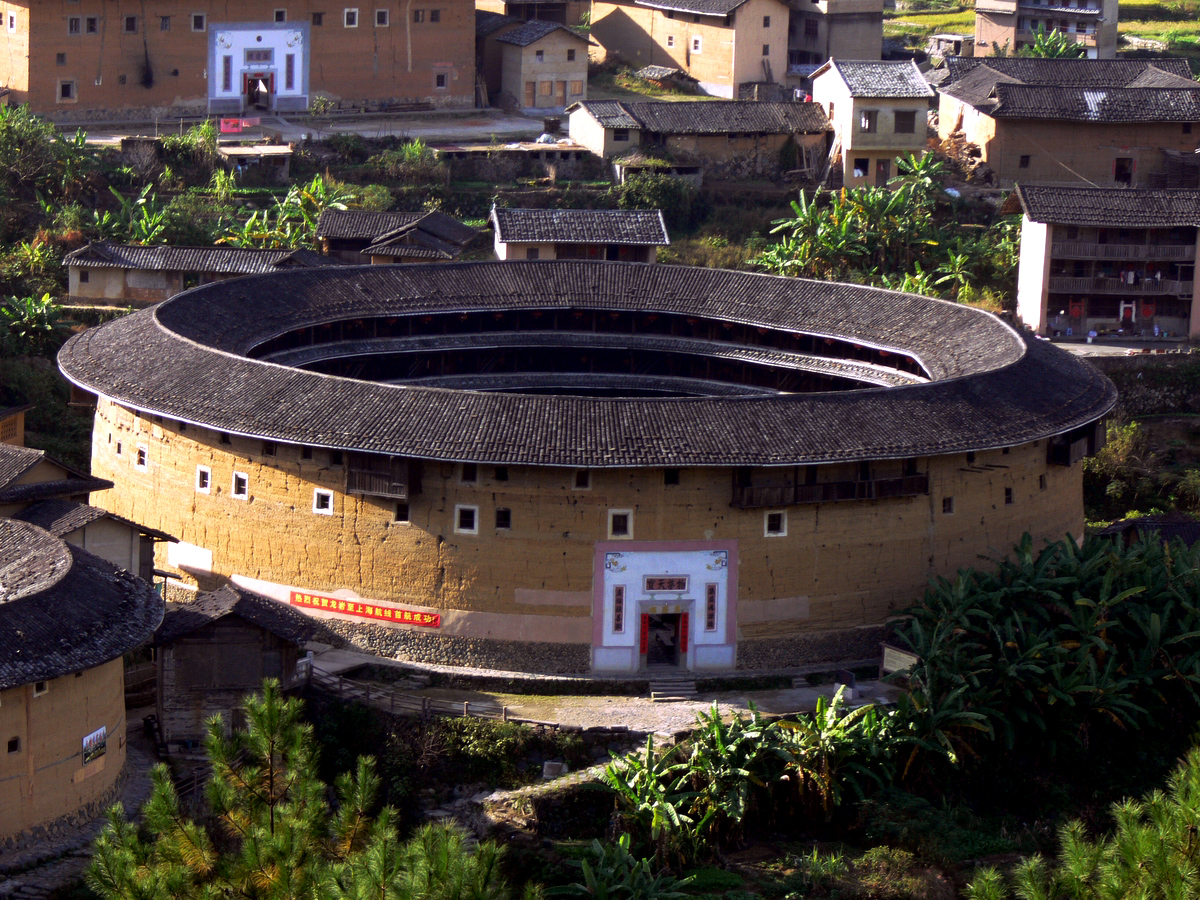
円形土楼
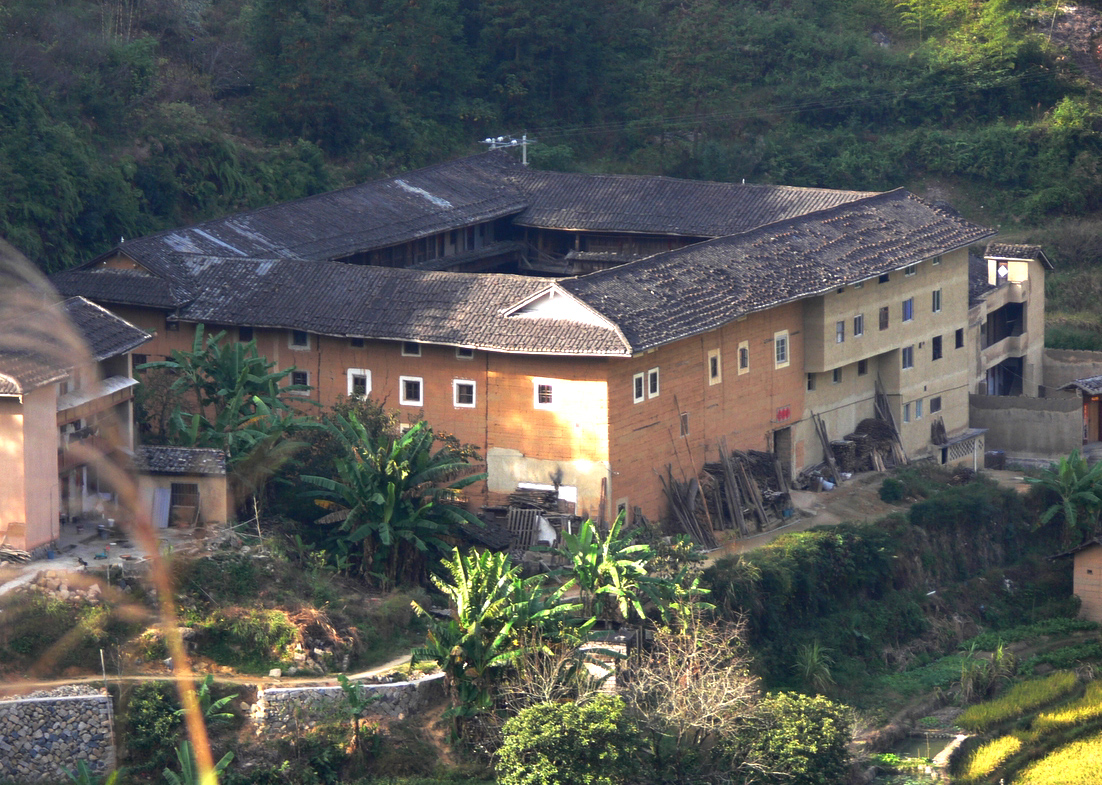
方形土楼
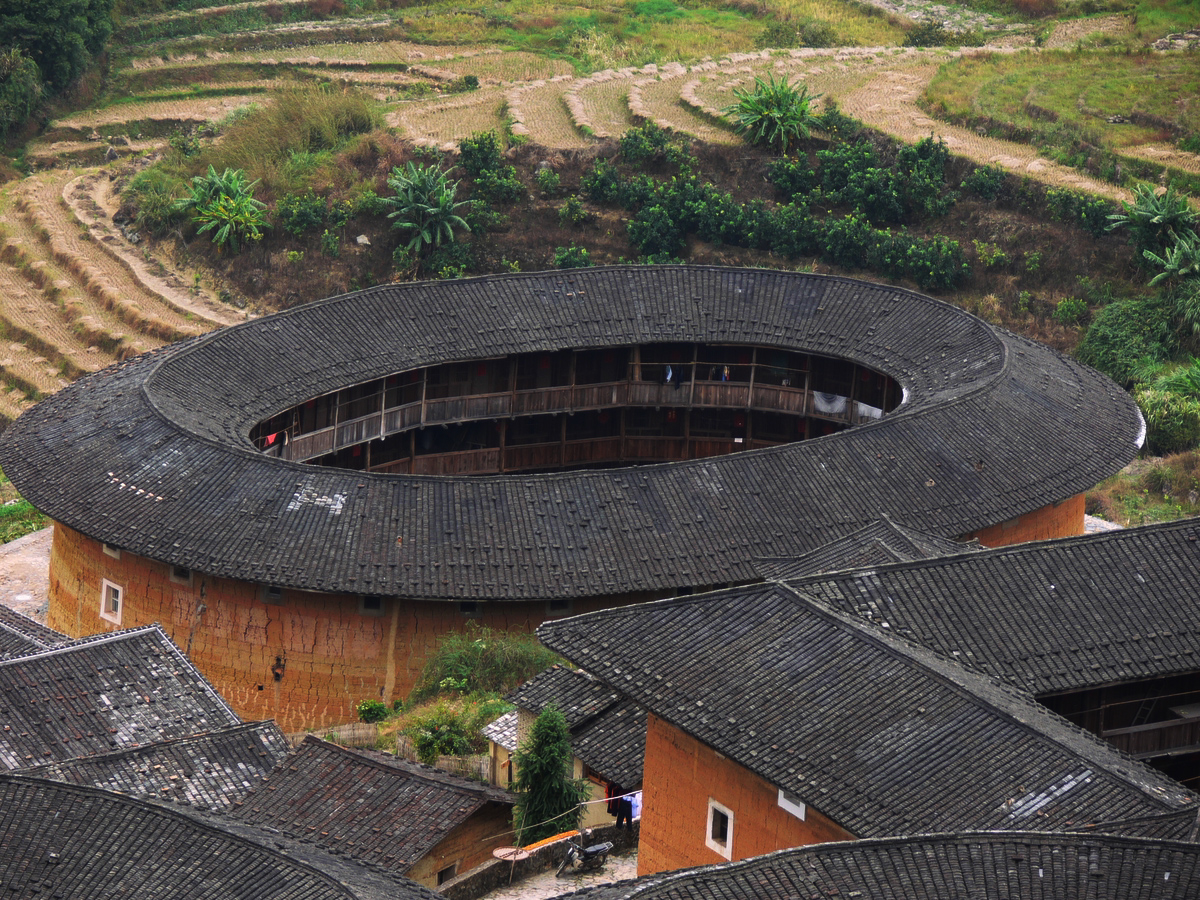
楕円形土楼
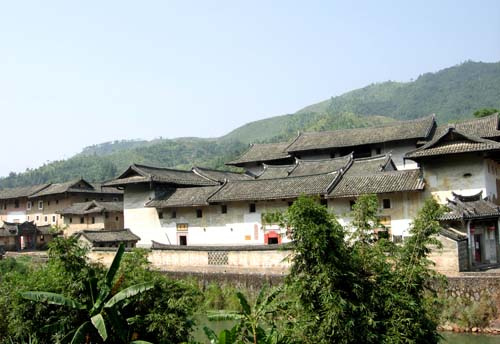
五鳳楼

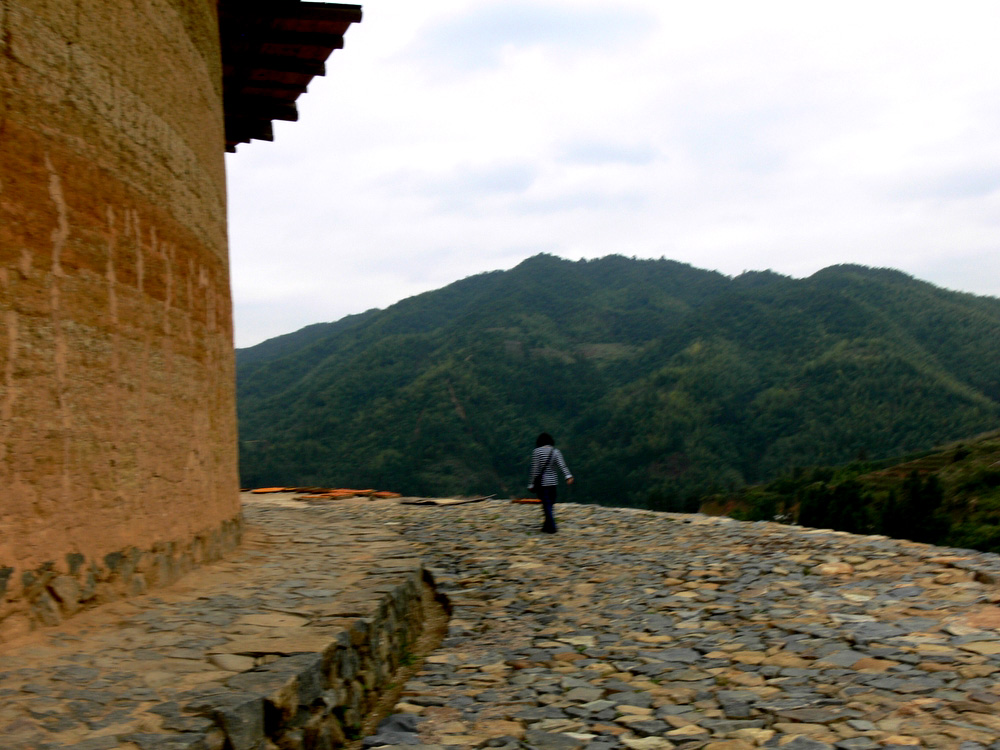
典型的土楼の石の基礎

土楼は、土の地面に2段から3段、石を敷き詰めて舗装したものを基礎として建設される。一番上の段の基盤に丸く排水溝が作られ、雨水が土楼の壁を損ねるのを防ぐ。
ほとんどの場合、土楼の外壁は2つの階層からなる。下の階層は、切り出した石のブロックや、川の玉石と石灰、砂、粘土を混ぜたものを1メートルから2メートル積み上げて造られる。これは、この地域の洪水の水位を考慮した高さである。石の階層の上に、押し固められた土壁が積み重ねられる。粘着性の高いコメを混ぜた土を押し固め、竹の棒で水平方向に補強する、という土壁の建設法に関する最初の記述が、宋代の標準的建築法の本『営造方式』に残されている。

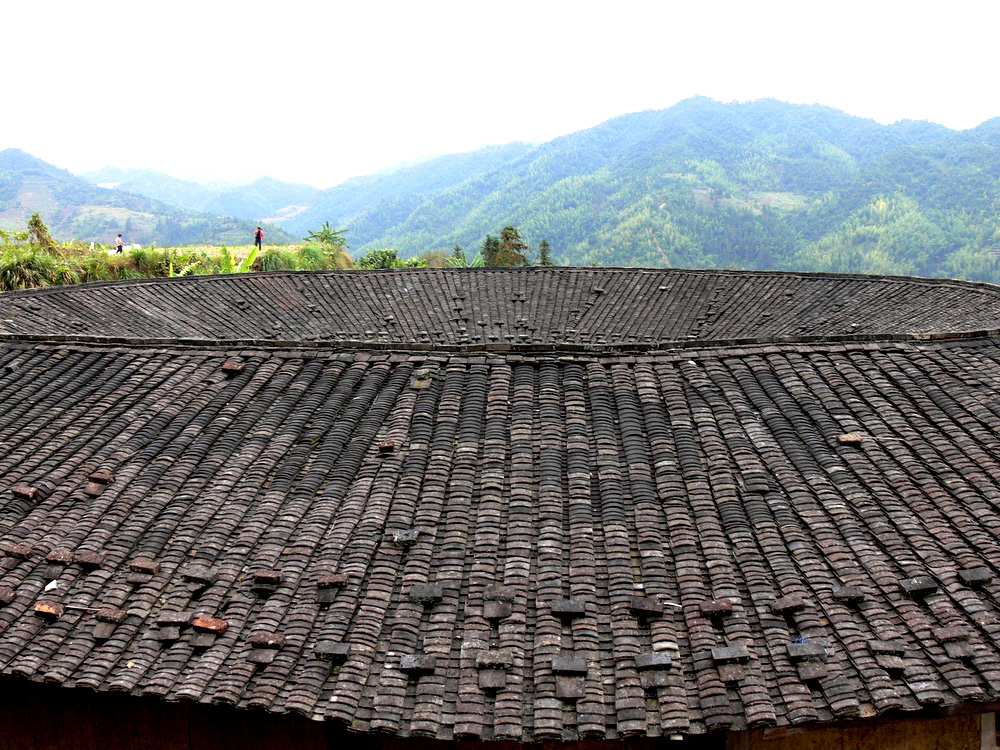
屋根瓦をλ型に組んだ技術

壁は中央に向けて建設されることで、自然の重力で壁を支えあうように造られている。この内側に傾斜させる方法は、応県木塔の建設にも見られるものである。土楼の壁の厚みは、『営造方式』にもあるように、高さに従って減少する。土楼の下2階分の壁には窓も狭間もなく、窓は3階から5階だけに開けられる。そのため低階層の部屋は家族の保管庫として使われ、上階層が居室として使われた。屋根は焼成粘土の瓦で放射状に覆われていた。「 λ 」型に組む技術を定期的に使用することで、より大きな円周を外側に生み出すことができる。屋根瓦の大部分は上から下に向かって並べられ、放射状に並べることで生じる隙間には、小さな瓦を「 λ 」型に挟みこむことで補完する。この技術のため、目に見える隙間を作ったり、屋根の上下で瓦の大きさを変えることなしに、瓦を放射状に並べることができる。
軒先の幅は通常2メートルほどあり、雨水を軒から流し出すことで土壁が損傷することを防ぐ。
屋根を支える木製の骨組みのため、中国の伝統的建築では一般的な欂櫨をつけることができなかった。

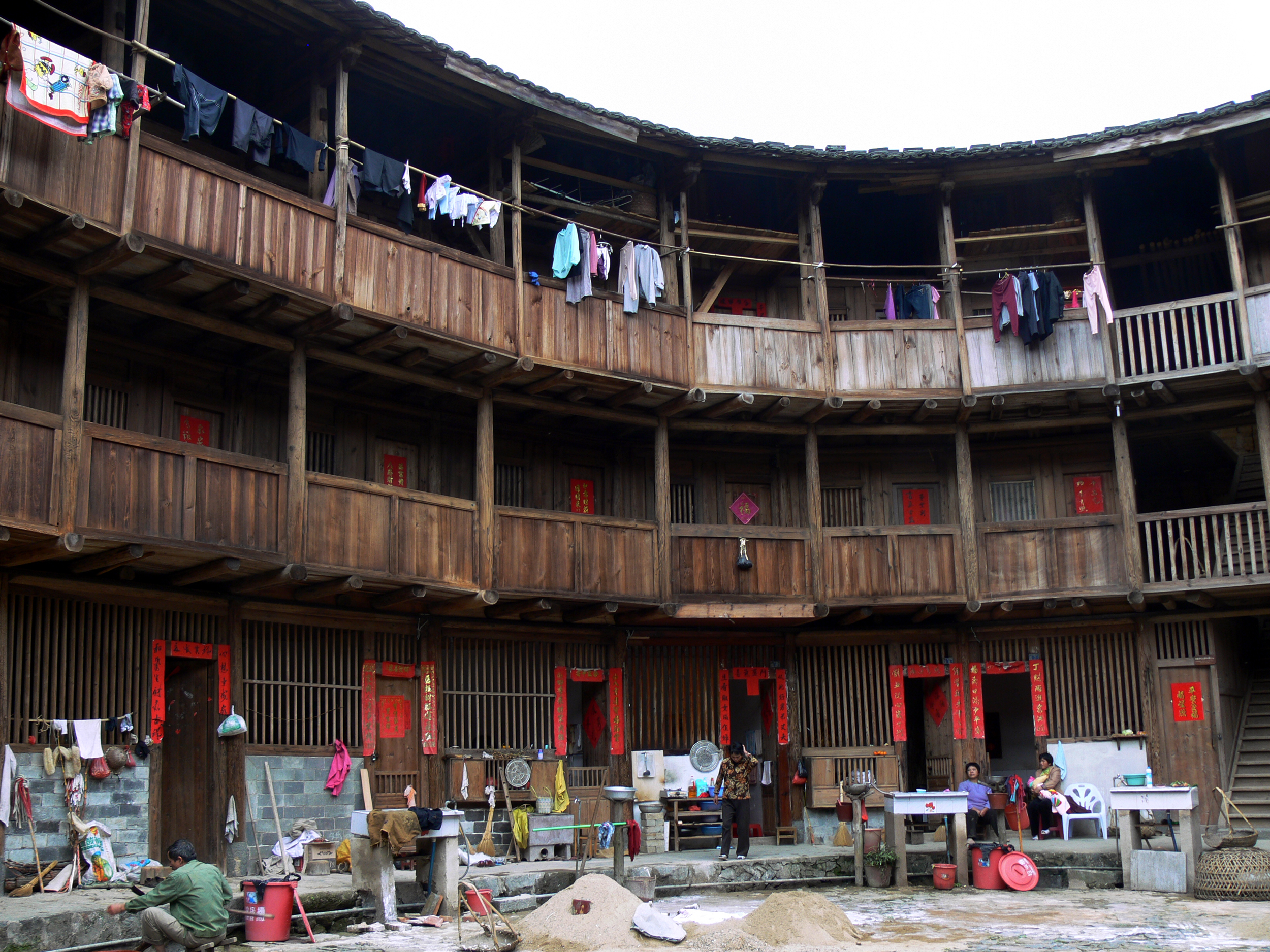
土楼の通路
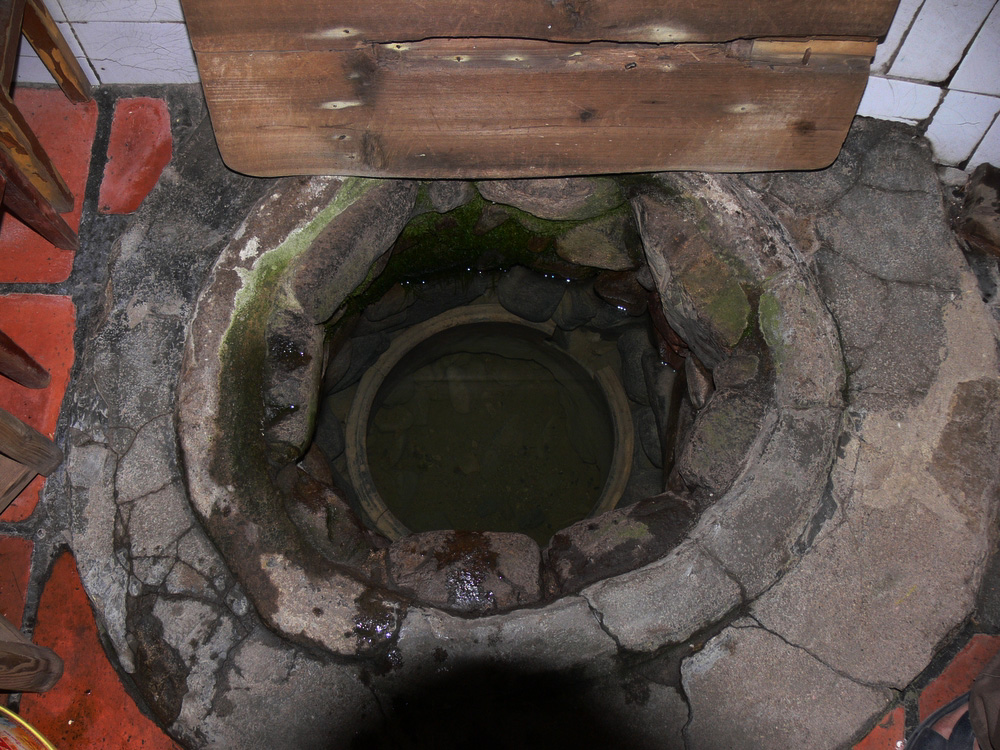
裕昌楼の家の中の井戸

2階以上にある環状の通路は、水平方向に渡された木製の梁の上に木の板を載せ、片方の端を土壁に押し込んで造られている。通路は木製の手すりの輪で補強されている。
階段の吹き抜けは、通路の周りに均等に配置されており、通常4ヶ所に設置される。それぞれの階段は、地階から最上階まで通じている。
通常、中庭には2個か3個の共同井戸がある。もっと豪華な土楼の場合は、屋内井戸を、各住居内の地階の台所に準備している。

## 対等な共同生活のための住宅
世界の住宅は社会の階層を反映するが、福建の土楼は、対等な共同生活を送るモデル住居として、独特の特徴を持つ。
すべての部屋は同じサイズ、同じ材料等級、同じ内装、同じ窓や同じドアで造られており、「ペントハウス」もなければ「高階層」もない。小さな家族は、地階から最上階の「ペントハウス」まで垂直区分で所有する一方、大きな家族は、2つか3つの垂直区分を所有する。
土楼は通常、1つの家の一族郎党が数世代で占有する。大きめの土楼は1つ以上の家党で住まう。建物そのものの他、井戸や祖廟、風呂、洗面所、武器庫といった多くの施設は、共有資産である。周囲の土地や農地、果樹園等でさえ共有された。土楼の居住者は、共同で耕作した。この習慣は、人民公社時代の1960年代にまで及ぶ。当時、土楼はしばしば、1つの共同生産チームで占拠されていた。小家族の各々は、それぞれの私有資産を保持し、ドアを閉じれば、すべての家族ごとに私的自由を楽しむことができた。
昔は、住居の割り当ては、家族の男性親族の人数に基づいていた。すべての息子が分家を開いた。祭祀の組織のような公務、共有エリアの掃除、大門の開閉、その他は、それぞれの親族が輪番制で行っていた。
すべての親族が1つの屋根を共有することは、一族の統一と保護を象徴した。すべての住居が中央の祖廟に面することは、祖先崇拝と一族の団結を象徴した。一族が大きくなると、土楼を同心円状に建て増ししたり、すぐ近くに土楼を建て増しして土楼群を造ったりした。こうして、一族はすぐそばにとどまり続ける。
今日では、新しくてより現代的な施設の備わった住宅が、中国の地方にも建設されている。多くの居住者がより現代的な家を購入して土楼を出て行き、あるいはより大きな街に出てより良い仕事を得ようとしている。しかし彼らはまた、先祖伝来の土楼には鍵をかけ、祭祀の時などだけ土楼に戻ってきて、離散した一族が再会する。

## 防衛拠点としての効果

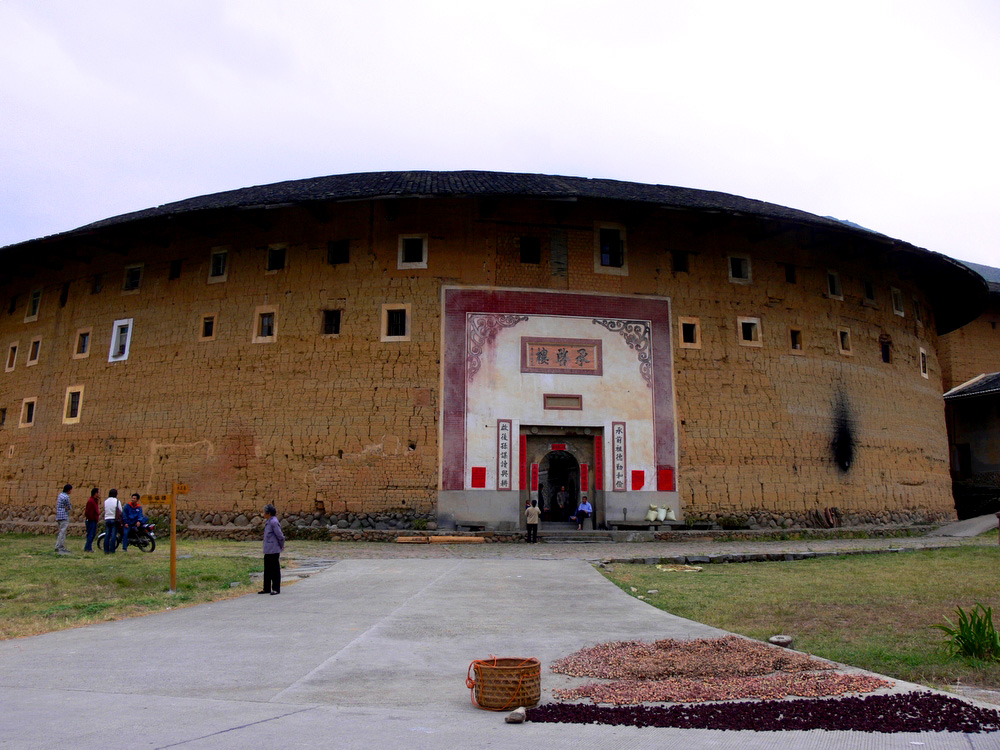
土楼の王、承啓楼

12世紀から19世紀にかけて、武装した盗賊団が中国南部を跳梁した。福建省南部の人々は最初、防御の砦を山頂に建設した。こういった初期の砦が、のちに福建土楼へと進化した。
低部では2メートル、上へ行くほど細くなって1メートル、という厚みの土楼の外壁は、矢や銃撃にも耐えることができた。1から2メートルの厚みがある土楼外壁の低部は、しばしば花崗岩の角材や大きな玉石で造られた。花崗岩や玉石で造られた区画は掘削にも耐えることから、外観を目地仕上げにし、故意に外に配置した。そういった玉石を掘り出すことは、どのような攻撃者にも不可能なことであった。 玉石の区画は地下1メートル以上の深さにも広がっていたので、壁の下にトンネルを掘ることも不可能であった。
土壁部分は、石灰、砂、粘土を混ぜたものと押し固めた土とで造られ、水平に渡した割竹によって、横方向が補強された。これにより堅固な城となり、砲火にさえ耐えることができた。1934年に永定県で、反乱農民の一団が土楼を占拠して、軍の横暴に抵抗しようとした。軍は土楼に大砲を19発撃ちこんだが、外壁には小さなへこみができただけだった。

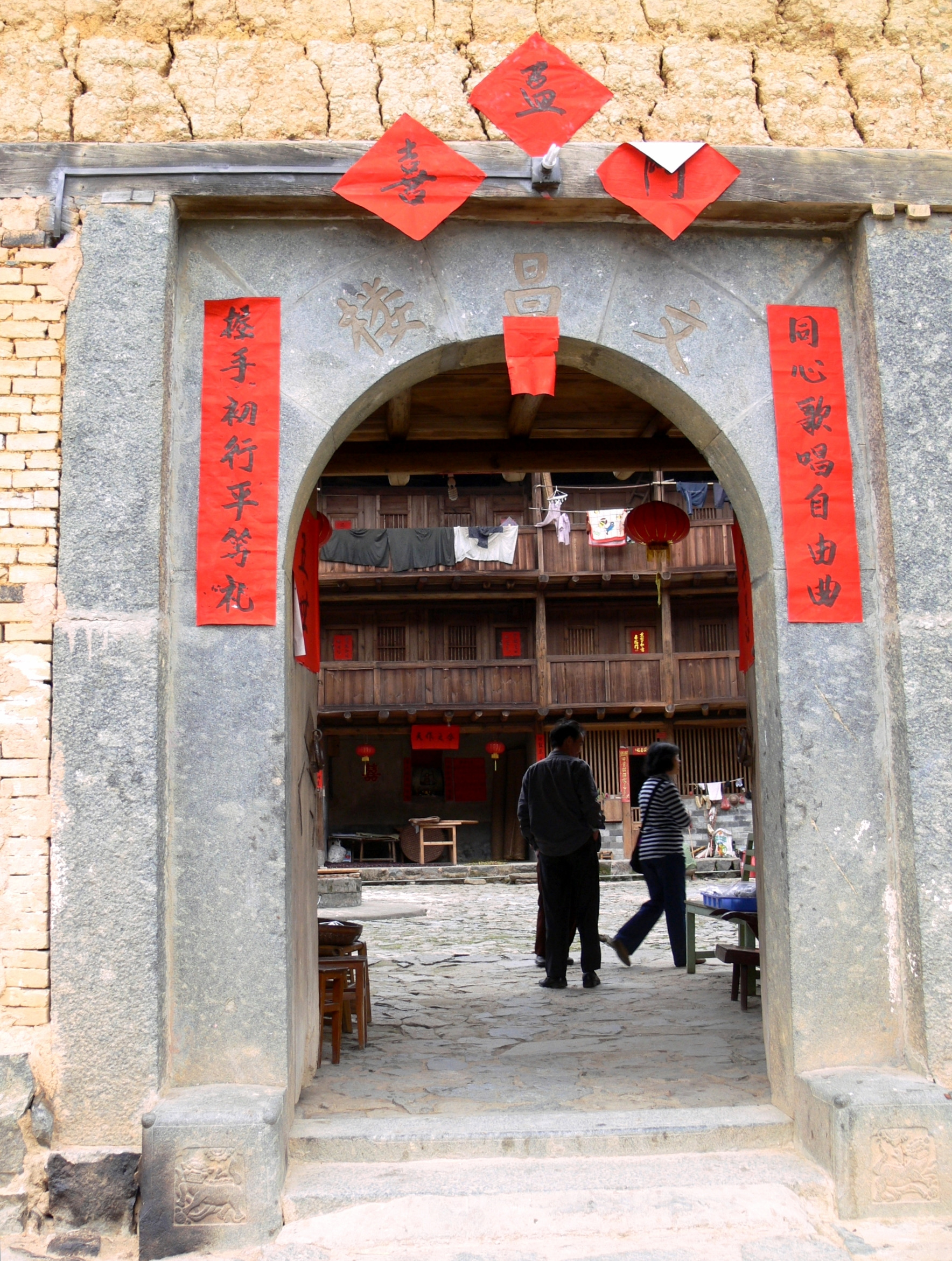
花崗岩の門と台枠

壁で囲んで防御する場合、通常は門が弱点となる。しかし福建土楼の門は、防御のため特別な設計となっている。門の枠は、花崗岩の大きな角材で造られている。両開きの扉は、耐火性の固い木の板（厚み13センチ）で造られ、分厚い鉄製装甲板で補強された。大門の扉を閉ざす時には、水平・垂直方向ともに、頑丈な木の杭を数本、花崗岩に開けられた穴に差し込む仕組みになっていた。前の扉を破壊しようと敵が火を使う場合に備え、門の上には、敵のつけた火を消すための水槽が設置されていた。
福建土楼の居住者は、積極的防御には銃を使った。建物の最上階にある狭間から、銃撃した。福建土楼のいくつかは、内壁に沿って丸く通路が設置されており、武装した人々や弾薬の移動に便利であった。

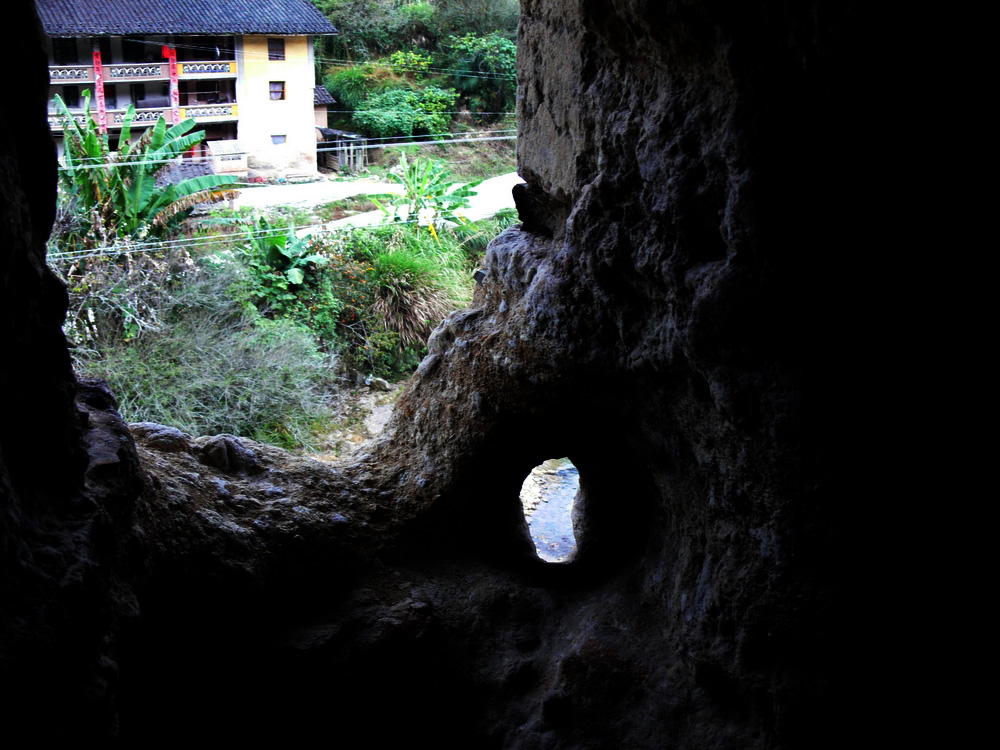
承啓楼の狭間（銃窓）
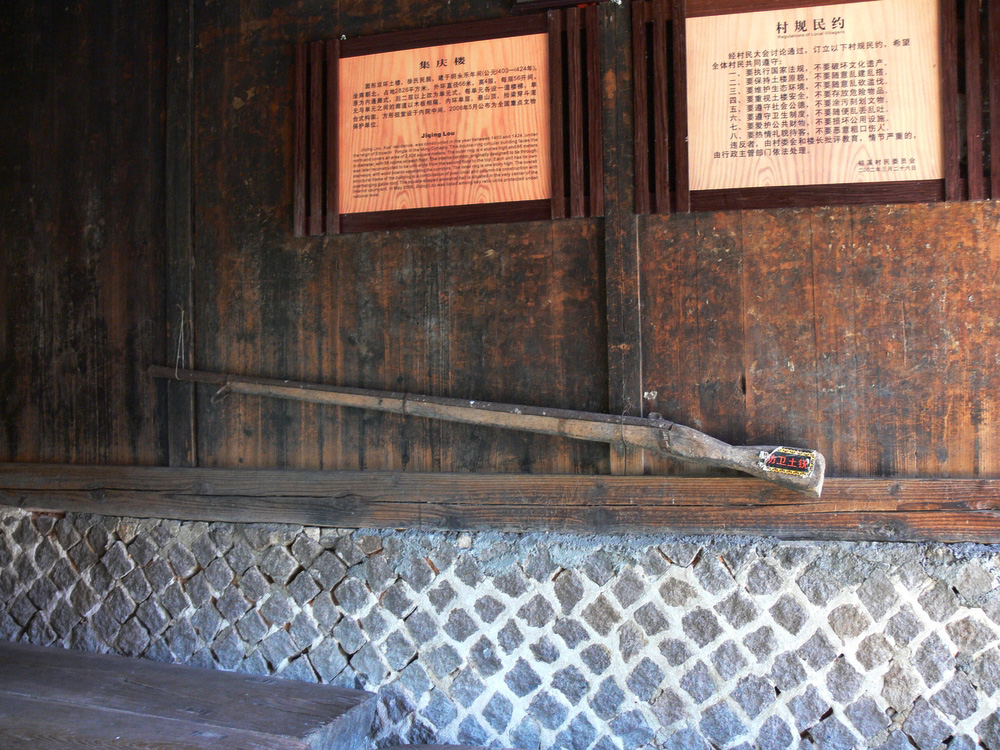
敵に備えた銃

| - 承啓楼の狭間（銃窓） - 敵に備えた銃 |

## 研究

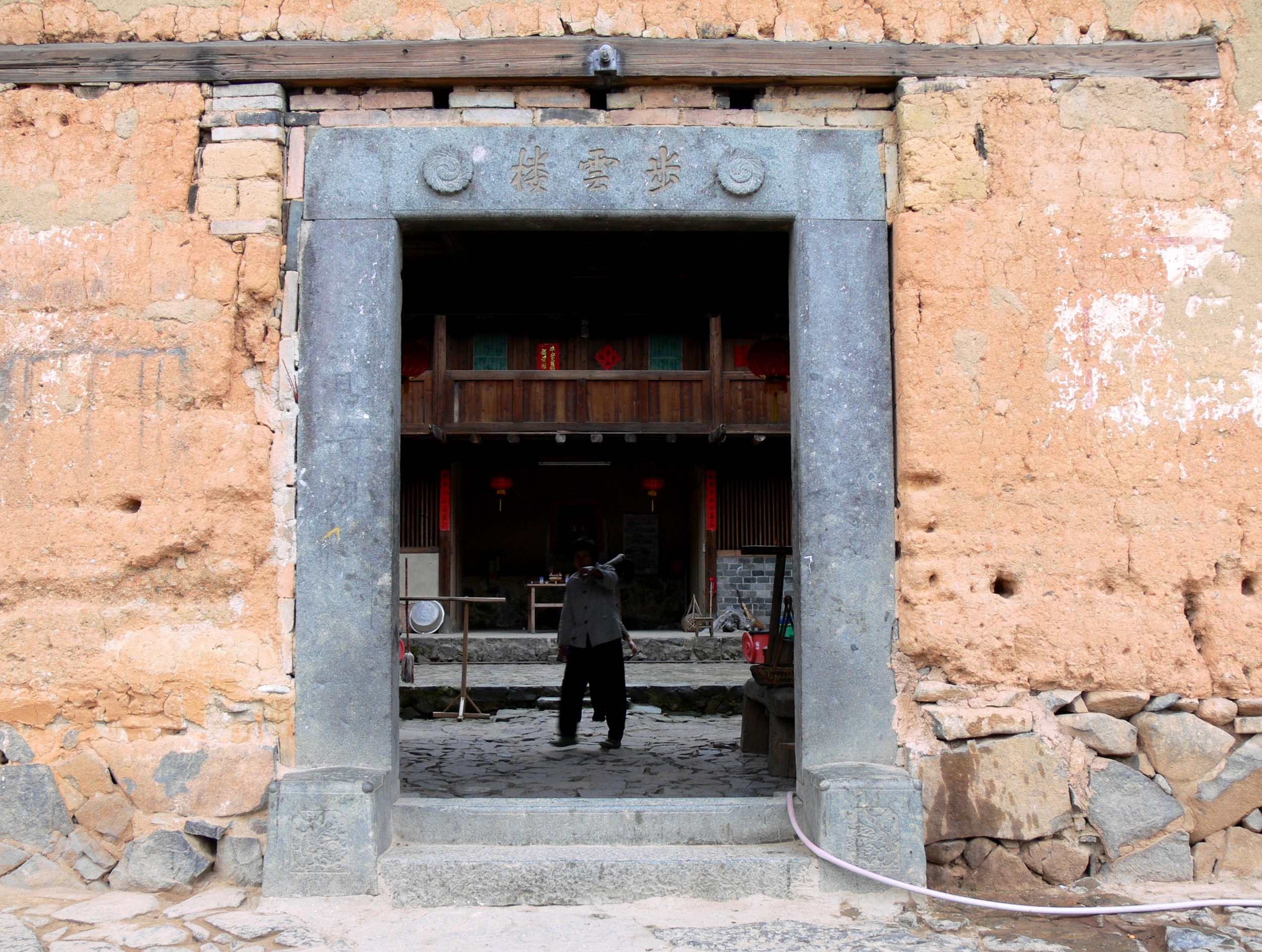
歩雲楼大門

「土楼」の語が初めて登場したのは1573年、明王朝の漳州府の記録である。盗賊の跳梁により多くの村々は、城壁に囲まれた砦や土楼を築いて、防御の手段としたと記録されている。多数の家族が団結して砦にこもり、いくつかの砦や土楼は手を取り合って絶えず歩哨を出し、警備警戒を怠らなかった。音の大きな太鼓や銅鑼を警報とし、盗賊や侵入者の接近を知らせた。土楼の居住者の団結力は非常に強かったので、何万もの人数になる強大な盗賊団でさえ、あえて土楼の住民を襲撃するようなことはしなかった。
「土楼」の語はまた、いくつかの詩句の中にも見られる。それ以外では、土楼の存在は文献の主流にはなり得ず、1956年に民俗学の研究向けに発表されるまでは、文学の中で触れられることもなかった。1956年、学者として初めて福建土楼の研究に取り組み、論文『福建省永定県の客家の住居』を『南京ポリテック研究所ジャーナル』に発表したのは Liu Guo-zhen 教授であった。
1980年、承啓楼が『古代中国建築の歴史』と題された本に掲載される。これをきっかけに土楼は世界に知られ、中国本土、台湾、日本、ヨーロッパ、アメリカの学者が福建の漳州市や永定県を調査、土楼研究に取り組んだ。
特に、中国の黄漢民（ Huang Han-min 、現在は福建省設計院の所長）は、20年以上を福建土楼の研究に費やした。修士学位論文『 The Tradition Characteristics and Regional Style of Fujian Civilian Residence 』は1982年に書かれ、中国の雑誌『建築』で発表された。東京芸術大学教授の茂木計一郎が出版した報告書『中国民居の研究 ― 方形土楼と円形土楼』は、1989年に出版され、日本で写真展も開催された。
1997年、オランダの建築家ヘルマン・ヘルツベルガー Herman Hertzberger は福建土楼に触発され、1999年にゲティー保護管理研究所のネヴィル・アグニュー Neville Agnew 博士は、田螺坑土楼群、裕昌楼、和貴楼を調べた。
黄漢民の著作『福建土楼』は1994年に台湾で出版され、2003年には修正を加えて中国本土で再発行された。
この本は、現在も福建土楼研究の名著であり、土楼の歴史、その特徴と様式、分布図、土楼に関する民間伝承など、数百ものカラー図版や挿絵が掲載されている。しかし福建土楼について書かれた英語文章はいまだ出版されていない。

## 輸送
福建土楼は、福建省の南東地域の山中に点在しており、曲がりくねった山道で竜岩市と漳州市に接続している。二つの町は、廈門市や福州市と、高速道路でつながっている。これらの町から路線バスで、廈門市や福州市までは、それぞれ約4時間かかる。